# Nati nel 1255
| Questa pagina contiene informazioni ricavate automaticamente dalle voci biografiche con l'ausilio del template Bio e di un bot. L'aggiornamento è periodico e automatico e ricostruisce completamente la pagina. Se manca una persona in questa lista, sei pregato di non aggiungerla, ma accertati piuttosto che la sua voce biografica contenga il template Bio e che i dati anagrafici siano correttamente compilati. Se il template Bio manca, inseriscilo tu stesso o, in alternativa, metti l'avviso {{tmp\|Bio}} che ne segnala la mancanza. Se i dati riportati sono sbagliati, correggi direttamente la voce biografica; le modifiche saranno visibili in questa lista entro pochi giorni. Per chiarimenti vedi il progetto biografie. La lista contiene solo le 8 persone che sono citate nell'enciclopedia e per le quali è stato implementato correttamente il template Bio. Pagina aggiornata al 18 ago 2025. |

- 4 maggio - Benvenuta Boiani, religiosa italiana († 1292)
- 23 ottobre - Ferdinando de la Cerda, nobile († 1275)
- Alberto I d'Asburgo, sovrano († 1308)
- Anna di Borgogna, nobile francese († 1298)
- Margherita Colonna, religiosa italiana († 1280)
- Ulrico I di Hanau, nobile tedesco († 1305)
- Gerardo Sereni, religioso e teologo italiano († 1317)
- Sibilla de Baugé, nobile († 1294)